# کنث بی
کنث بی (انگلیسی: Kenneth Bi؛ زادهٔ ۱ ژانویهٔ ۲۰۰۰) بازیگر، کارگردان فیلم و نویسنده هنگ‌کنگی‌الاصل اهل کانادا است.
از فیلم‌ها یا مجموعه‌های تلویزیونی که وی در آن‌ها نقش داشته‌است، می‌توان به راپسودی برنج و کنترل اشاره نمود.